# Балка Терновата (притока Комишуватої Сури)
Балка Терновата — балка (річка) в Україні у Солонянському районі Дніпропетровської області. Ліва притока річки Комишуватої Сури (басейн Дніпра).

## Опис
Довжина балки приблизно 7,51 км, найкоротша відстань між витоком і гирлом — 6,89 км, коефіцієнт звивистості річки — 1,09. Формується декількома струмками та загатами. На деяких ділянках балка пересихає.

## Розташування
Бере початок на північно-західній стороні від села Котлярівка. Спочатку тече на північний схід через село Малинове, далі тече переважно на південний схід і в селі Письмечеве впадає в річку Комишувату Суру, праву притоку річки Мокрої Сури.

## Цікаві факти
- У XX столітті на балці існували скотний двір, молочно,- птице-тваринні ферми (МТФ, ПТФ), газгольдер та газові свердловини[2], а у XIX столітті — декілька хуторів[1].